# Gente che uccide
Gente che uccide (The Killing Kind) è un romanzo dello scrittore irlandese John Connolly.
 Originariamente pubblicato nel Regno Unito nel 2001 è il terzo romanzo del ciclo dedicato alle storie dell'investigatore Charlie Parker, detto Bird.
 
Nell'ambito del ciclo il romanzo ad esso precedente è Il ciclo delle stagioni (Dark Hollow), quello seguente è Palude (The White Road).

## Titolo
Il titolo originale del romanzo The Killing Kind, fedelmente reso anche in italiano con Gente che uccide, si riferisce in primo luogo ai responsabili, tra passato e presente, di tutte le morti su cui Charlie Parker si trova ad investigare nel corso della narrazione.
 Il concetto però potrebbe essere esteso all'intero ciclo, dal momento che indagine dopo indagine Bird scopre come il Male sia una specie di grande labirinto le cui ramificazioni, in un modo o nell'altro, finiscono per mettere in relazione le varie personalità criminali da lui incontrate e combattute.

## Incipit
(Traduzione dall'inglese di Stefano Bortolussi)

## Trama
Bird vive ormai stabilmente a Scarborough, nella casa della sua adolescenza. Si sta riprendendo fisicamente e psicologicamente; non tocca un'arma da parecchi mesi ma svolge comunque l'attività di detective: per evitare il dolore e le angosce sperimentate nel recente passato ha deciso di occuparsi solo di truffe e di frodi aziendali.
 Tuttavia quando il miliardario Jack Mercier gli chiede di indagare sulla morte di Grace Peltier, figlia del suo ex socio d'affari Curtis Peltier, Bird non riesce a rifiutare l'incarico: in parte perché aveva conosciuto Grace avendo avuto con lei una breve storia durante l'adolescenza, in parte perché nella morte della ragazza ci sono molti punti oscuri, in parte perché come lui stesso, anche Curtis Peltier è un padre sopravvissuto alla sua unica figlia.
 Apparentemente Grace si è suicidata con un colpo di pistola alla testa, ma nessuno di coloro che la conoscevano crede a questa versione dei fatti: la ragazza non possedeva una pistola, non beveva né si drogava, non aveva ragioni per uccidersi e anzi stava lavorando con grande passione alla sua tesi di dottorato, un saggio di sociologia dedicato a ricostruire l'esperienza religiosa attuata dai cosiddetti "battisti di Aroostook", una piccola comunità religiosa, guidata dal carismatico predicatore Aaron Faulkner, insediata nella zona settentrionale del Maine di cui si erano perdute le tracce dopo l'inverno del 1963. 
 L'unico labile indizio nell'indagine intrapresa da Bird conduce ad un appuntamento - forse mancato - che Grace aveva chiesto a Carter Paragon, il capo spirituale della Comunità di Waterville, una delle tante sette religiose dello Stato.
 La Comunità, nota per spacciare sermoni moralistici e per il poco edificante passato del suo leader Carter Paragon, ex truffatore reinventatoso predicatore per spillare soldi ad anziani ingenui, si mostra scarsamente disposta alla collaborazione e Bird si trova costretto a battere altre piste. Faticosamente riesce comunque a scoprire alcuni fatti interessanti, tra cui il principale è che Jack Mercier gli ha mentito.
 Il miliardario aveva ragioni molto personali, non solo filantropiche, per voler sapere cosa fosse accaduto a Grace e la Comunità di Carter Paragon non gli era esattamente ignota: contro la setta era in procinto di intraprendere una battaglia legale nella quale avrebbero dovuto affiancarlo due vecchi amici: la dottoressa Alison Beck, medico abortista di Minneapolis, e il rabbino progressista Yossi Epstein, fondatore a New York della Lega Ebraica per la Tolleranza.
 Tanto Alison Beck, che ha già avuto il marito assassinato da fanatici religiosi, quanto Yossi Epstein sono morti recentemente in circostanze macabre e strane, sulle scene dei delitti sono sempre presenti ragni e di lì a poco molti altri subiscono la loro stessa sorte.
 Mentre l'indagine di Bird porta a delineare l'esistenza di una Comunità occulta, ben diversa da quella pubblica simpaticamente rappresentata in TV da Carter Paragon, nel nord dello Stato del Maine, sulle rive del lago St. Froid, un argine fangoso cede e rivela una vecchia sepoltura di ossa umane, ben presto identificate come appartenenti ai battisti di Aroostook scomparsi. Tra loro non viene rinvenuto il corpo del reverendo Aaron Faulkner, che del gruppo era stato capo e guida spirituale.
 Con l'aiuto di Marcy Becker, un'amica di Grace entrata in possesso di un terribile - e molto macabro - Libro attorno al quale si è scatenata una caccia spietata, Bird identifica nello stesso Faulkner l'ombra nera alle spalle della Comunità. La sua ricomparsa - dopo che per anni tutti lo avevano dato per morto - è una delle cause a monte della serie di eventi che hanno portato alla morte di Grace.
 Il reverendo mantiene una posizione alquanto defilata, ma non è solo nella sua implacabile volontà di ergersi a giudice delle umane debolezze: lo aiutano gli sgradevoli figli - Leonard e Muriel - e ben presto Bird, Rachel e gli immancabili Louis ed Angel diventano i bersagli della loro malvagità. Il prezzo più alto viene pagato da Angel, rapito dai Faulkner per farne merce di scambio e torturato con sadica crudeltà, ma anche gli altri corrono rischi non meno gravi.
 Tuttavia alla fine del lungo scontro, quando si ritrova di fronte il reverendo solo e disarmato, Bird sceglie di non premere il grilletto: ucciderlo significherebbe cedere alla stessa malvagità dell'altro, mentre Bird desidera una vita nuova, lontana dalla violenza e dalla pura vendetta.
 Forse l'avrà: nell'ultima pagina del romanzo Rachel gli rivela di essere incinta.

### Particolarità narrativa
All'interno del romanzo la normale successione dei capitoli attraverso i quali viene sviluppata la complessa vicenda si interseca con numerosi estratti dalla tesi di dottorato di Grace Peltier: pagine che delineano gradualmente i legami tra il passato e il presente, narrando la storia dei battisti di Aroostook in base ai documenti e alle più razionali congetture.
 Dopo la morte di Grace il suo lavoro, intitolato La ricerca del luogo sacro: il fervore religioso nello Stato del Maine e la scomparsa dei battisti di Aroostook, viene comunque presentato postumo presso la Northeastern University di Boston.

## Personaggi
- Charlie "Bird" Parker. La sua esistenza è ancora piena di dubbi e di incertezze, la tragedia che gli ha segnato la vita continua ad essere un triste punto di riferimento mentale, il confine tra il mondo dei morti e quello dei vivi gli pare troppo spesso davvero labile. Tuttavia ci sono anche elementi che lo aiutano in maniera positiva: la sua irrevocabile scelta etica, con la promessa di redenzione che essa porta con sé; l'amore crescente per Rachel; la forza dei ricordi più belli; l'indiscussa amicizia di Angel e di Louis.
 Bird è un uomo che con grande fatica sta provando a ricostruirsi in modo diverso e migliore rispetto al passato.

- Louis ed Angel. Sono ormai una presenza costante al fianco di Charlie Parker. Di loro lo stesso Bird dice. "Erano, in ordine sparso, gay, criminali semipensionati, soci accomodanti di una serie di ristoranti e autorimesse, una minaccia alle persone rispettabili e forse anche al tessuto stesso della società civile ed estremi opposti in ogni modo possibile e immaginabile con l'eccezione di un comune gusto per il caos e l'omicidio occasionale. Erano anche, in modo non del tutto casuale, miei amici".[2]

- Rachel Wolfe. Il suo riavvicinamento a Bird sembra definitivo. Continua a vivere e a lavorare a Boston, dove insegna psicologia all'Università, ma sono sempre più frequenti i suoi viaggi a Scarborough. La paura, appena mitigata dal suo senso dell'ironia, non l'ha ancora abbandonata, ma in lei l'amore per Bird è ormai prevalente.

- Grace Peltier. Con lei Bird aveva avuto una sfortunata relazione adolescenziale che - recuperata nel ricordo a causa dei recenti avvenimenti - ancora gli provoca sensi di colpa. Indagando sulla sua morte, l'uomo ha la conferma di che persona forte e a suo modo meravigliosa fosse stata Grace.
 Nella sua ricerca storico-religiosa la ragazza era motivata in parte da ragioni personali (risultava lontanamente imparentata con almeno due dei battisti di Aroostook scomparsi) ma soprattutto da un'ansia di verità che lo stesso Bird non può che apprezzare e condividere.

- Jack Mercier. Miliardario, ex atleta ed ex senatore dello Stato, ha sessantacinque anni ben portati. È un appassionato collezionista di letteratura religiosa ed esoterica, ed è lui ad aver finanziato il dottorato di Grace Peltier. 
 Si offre di assumere Charlie Parker perché l'ex socio Curtis Peltier non è in grado di sostenere le spese dell'indagine sulla morte della figlia, ma le sue ragioni sono più complesse di quanto non appaiano.

- Deborah Mercier. È la moglie di Jack. Dura, sofisticata e arrogante, possiede un orgoglio personale e famigliare che è destinato a risultare fatale per lei stessa e per molti altri.

- Marcy Becker e Ali Wynn. Erano le migliori amiche di Grace. La prima, ex studentessa di storia, lavora nel motel dei genitori a Bar Harbor; la seconda, ancora iscritta all'Università, lavora part time in un ristorante alla moda di Harvard.
 Entrambe, seppur in modo diverso, saranno molto utili a Bird per far luce sul mistero che circonda la morte di Grace.

- Carter Paragon. Il suo vero nome è Chester Quincy Deedes ed ha una fedina penale piena di accuse per truffa e frodi minori. Ora è uno dei tanti telepredicatori che offrono speranza in cambio di denaro. Rappresenta il volto pubblico e rassicurante della Comunità, ma è un suo errore - dovuto alla debolezza per il gioco d'azzardo - a mettere in moto la serie di eventi che della Comunità finiranno per rivelare la vera natura.

- John Lutz. È il detective incaricato dell'indagine ufficiale sulla morte di Grace Peltier, ma i suoi rapporti con la Comunità - messi in luce da Bird - fanno di lui un uomo ambiguo e forse un poliziotto poco affidabile.

- Ben Epstein. È l'anziano padre di Yossi, a sua volta rabbino a New York. In lui la profonda religiosità non esclude la possibilità di azione: è a capo di un'organizzazione occulta e ramificata con la quale Bird e i suoi finiranno per trovare obiettivi comuni.
 Contro gli assassini del figlio scatena un sicario che in omaggio alla tradizione ebraica del leggendario Golem ha assunto il nome fittizio di Clay Daemon, ovvero "demone di argilla".

- Aaron Faulkner. Nato a metà degli anni venti e sposatosi in giovane età, ha viaggiato molto e ha fatto diverse esperienze. 
 Prima di diventare predicatore a tempo pieno e di fondare la comunità religiosa presso il lago St. Froid aveva lavorato a lungo come stampatore. Nel tempo ha sviluppato una netta predilezione per il Libro dell'Apocalisse, del quale ha radicalizzato il concetto di giudizio: per il reverendo Faulkner gli esseri umani sono tutti peccatori incapaci di redenzione e come tali passibili solo di punizione.

## Cronologia
Nel capitolo 1 del romanzo Bird racconta: "Era arrivata la primavera [...]. La mia povera moglie e la mia figlia perduta non mi apparivano dal Natale precedente". 
 Quest'ultimo riferimento si lega all'epilogo de Il ciclo delle stagioni (Dark Hollow), il romanzo che si conclude all'epoca del primo anniversario della morte di Susan e di Jennifer, nel dicembre 1997.
 Gli eventi di Gente che uccide (The Killing Kind) si svolgono pertanto tra marzo e aprile 1998.

## Edizioni

### Edizione originale
- John Connolly, The Killing Kind, Hodder & Stoughton, London, 2001

### Edizioni italiane
- John Connolly, Gente che uccide, traduzione di Stefano Bortolussi, Rizzoli, 2002, pp. 449 - ISBN 88-17-87010-2
- John Connolly, Gente che uccide, traduzione di Stefano Bortolussi, Rizzoli, SuperPocket Best Thriller, 2003, 446 - ISBN 88-462-0272-4
- John Connolly, Gente che uccide, traduzione di Stefano Bortolussi, Rizzoli, BUR Narrativa, 2004, pp. 449 - ISBN 88-17-00176-7

### Altre edizioni
- John Connolly, The Killing Kind, Simon & Schuster, New York, 2002
- John Connolly, The Killing Kind, Pocket Books, New York, 2002
- John connolly, The Killing Kind, paperback, Coronet Books, 2002
- John Connolly, The Killing Kind, Mass Market Paperback, Pocket Star, 2003, 2009
- John Connolly, The Killing Kind, Hodder Paperback, 2010

### Edizioni audio
- John Connolly, The Killing Kind. Formato: CD. Lingua: inglese; lettore: non indicato. 2004

### Edizioni multimediali
- John Connolly, The Killing Kind (Charlie Parker Series # 3). Formato: e-book scaricabile da internet, pp. 384, 2002
- John Connolly, The Killing Kind. Formato: Kindle Edition. Atria publisher, 2002